# Список синглов № 1 в США в 2003 году (Billboard)
Список синглов № 1 в США в 2003 году — включает синглы, возглавлявшие главный хит-парад Северной Америки в 2003 году. В нём учитываются наиболее продаваемые синглы исполнителей США, как на физических носителях (лазерные диски, грампластинки, кассеты), так и в цифровом формате (mp3 и другие). Составляется редакцией старейшего музыкального журнала США Billboard и поэтому называется Billboard Hot 100 («Горячая Сотня» журнала Billboard).

## Общие сведения
За весь год только 9 исполнителей побывали на вершине хит-парада США. R&B-певица Бейонсе была № 1 с синглом «Crazy in Love» впервые сольно, так как ранее она в составе группы Destiny's Child уже 4 раза возглавляла чарт. Дважды за год на № 1 побывали Бейонсе, 50 Cent, P. Diddy, и Sean Paul.
- По 9 недель на № 1 были синглы «In da Club» (50 Cent и Бейонсе) и «Hey Ya!» (OutKast)[6][7].
- Певец Шон Пол с хитами «Get Busy» и «Baby Boy», стал одним из наиболее успешных исполнителей из Ямайки в Billboard Hot 100[8].
- 7 хитов в соавторстве, лидировавших в одном 2003 календарном году стало рекордом за всю историю рок-музыки с 1955 года; впервые совместное исполнение хита № 1 (collaboration) было в 1967 когда сингл Somethin' Stupid в исполнении певца Frank Sinatra и его дочери Nancy Sinatra возглавил чарт[4] Рекорд был позже повторен в 2004, и побит в 2006 с 8 хитами № 1 в совместном исполнении.[4].
- Участник конкурса American Idol певец Clay Aiken с первым своим синглом «This Is the Night» сразу дебютировал на № 1 в Billboard Hot 100, чего не было с 1998 года.[9]
- Сингл «Crazy in Love», лидировавший 8 недель с июля по август, был назван «Песней лета — 2003».[10][11]

## Список синглов № 1
| Дата        | Песня                  | Исполнитель                           | Ссылка |
| ----------- | ---------------------- | ------------------------------------- | ------ |
| 4 января    | «Lose Yourself»        | Эминем                                | [ 12 ] |
| 11 января   | «Lose Yourself»        | Эминем                                | [ 13 ] |
| 18 января   | «Lose Yourself»        | Эминем                                | [ 14 ] |
| 25 января   | «Lose Yourself»        | Эминем                                | [ 15 ] |
| 1 февраля   | «Bump, Bump, Bump»     | B2K при участии P. Diddy              | [ 16 ] |
| 8 февраля   | «All I Have»           | Дженнифер Лопес при участии LL Cool J | [ 17 ] |
| 15 февраля  | «All I Have»           | Дженнифер Лопес при участии LL Cool J | [ 18 ] |
| 22 февраля  | «All I Have»           | Дженнифер Лопес при участии LL Cool J | [ 19 ] |
| 1 марта     | «All I Have»           | Дженнифер Лопес при участии LL Cool J | [ 20 ] |
| 8 марта     | «In Da Club»           | 50 Cent                               | [ 21 ] |
| 15 марта    | «In Da Club»           | 50 Cent                               | [ 22 ] |
| 22 марта    | «In Da Club»           | 50 Cent                               | [ 23 ] |
| 29 марта    | «In Da Club»           | 50 Cent                               | [ 24 ] |
| 5 апреля    | «In Da Club»           | 50 Cent                               | [ 25 ] |
| 12 апреля   | «In Da Club»           | 50 Cent                               | [ 26 ] |
| 19 апреля   | «In Da Club»           | 50 Cent                               | [ 27 ] |
| 26 апреля   | «In Da Club»           | 50 Cent                               | [ 28 ] |
| 3 мая       | «In Da Club»           | 50 Cent                               | [ 29 ] |
| 10 мая      | «Get Busy»             | Шон Пол                               | [ 30 ] |
| 17 мая      | «Get Busy»             | Шон Пол                               | [ 31 ] |
| 24 мая      | «Get Busy»             | Шон Пол                               | [ 32 ] |
| 31 мая      | «21 Questions»         | 50 Cent при участии Nate Dogg         | [ 33 ] |
| 7 июня      | «21 Questions»         | 50 Cent при участии Nate Dogg         | [ 34 ] |
| 14 июня     | «21 Questions»         | 50 Cent при участии Nate Dogg         | [ 35 ] |
| 21 июня     | «21 Questions»         | 50 Cent при участии Nate Dogg         | [ 36 ] |
| 28 июня     | «This Is the Night»    | Clay Aiken                            | [ 9 ]  |
| 5 июля      | «This Is the Night»    | Clay Aiken                            | [ 37 ] |
| 12 июля     | «Crazy in Love»        | Бейонсе при участии Jay-Z             | [ 38 ] |
| 19 июля     | «Crazy in Love»        | Бейонсе при участии Jay-Z             | [ 39 ] |
| 26 июля     | «Crazy in Love»        | Бейонсе при участии Jay-Z             | [ 40 ] |
| 2 августа   | «Crazy in Love»        | Бейонсе при участии Jay-Z             | [ 41 ] |
| 9 августа   | «Crazy in Love»        | Бейонсе при участии Jay-Z             | [ 42 ] |
| 16 августа  | «Crazy in Love»        | Бейонсе при участии Jay-Z             | [ 43 ] |
| 23 августа  | «Crazy in Love»        | Бейонсе при участии Jay-Z             | [ 44 ] |
| 30 августа  | «Crazy in Love»        | Бейонсе при участии Jay-Z             | [ 45 ] |
| 6 сентября  | «Shake Ya Tailfeather» | Nelly, P. Diddy и Murphy Lee          | [ 46 ] |
| 13 сентября | «Shake Ya Tailfeather» | Nelly, P. Diddy и Murphy Lee          | [ 47 ] |
| 20 сентября | «Shake Ya Tailfeather» | Nelly, P. Diddy и Murphy Lee          | [ 48 ] |
| 27 сентября | «Shake Ya Tailfeather» | Nelly, P. Diddy и Murphy Lee          | [ 49 ] |
| 4 октября   | «Baby Boy»             | Бейонсе + Sean Paul                   | [ 50 ] |
| 11 октября  | «Baby Boy»             | Бейонсе + Sean Paul                   | [ 51 ] |
| 18 октября  | «Baby Boy»             | Бейонсе + Sean Paul                   | [ 52 ] |
| 25 октября  | «Baby Boy»             | Бейонсе + Sean Paul                   | [ 53 ] |
| 1 ноября    | «Baby Boy»             | Бейонсе + Sean Paul                   | [ 54 ] |
| 8 ноября    | «Baby Boy»             | Бейонсе + Sean Paul                   | [ 55 ] |
| 15 ноября   | «Baby Boy»             | Бейонсе + Sean Paul                   | [ 56 ] |
| 22 ноября   | «Baby Boy»             | Бейонсе + Sean Paul                   | [ 57 ] |
| 29 ноября   | «Baby Boy»             | Бейонсе + Sean Paul                   | [ 58 ] |
| 6 декабря   | «Stand Up»             | Ludacris при участии Shawnna          | [ 59 ] |
| 13 декабря  | «Hey Ya!»              | OutKast                               | [ 60 ] |
| 20 декабря  | «Hey Ya!»              | OutKast                               | [ 61 ] |
| 27 декабря  | «Hey Ya!»              | OutKast                               | [ 62 ] |